# Herb powiatu milickiego
Herb powiatu milickiego – jeden z symboli powiatu milickiego, ustanowiony 27 września 2002.

## Wygląd i symbolika
Herb przedstawia na tarczy w polu złotym śląskiego czarnego piastowskiego orła z błękitną tarczą sercową na piersi z dwoma złotymi karpiami (symbol Stawów Milickich).